# Aramides mangle
Il rallo boschereccio minore o rallo mangle (Aramides mangle (von Spix, 1825)) è un uccello della famiglia dei Rallidi originario delle regioni orientali del Brasile.

## Descrizione
Il rallo mangle misura circa 30 cm di lunghezza. Il mento e la parte superiore della gola sono di colore grigio chiaro o bianco. Il resto della gola e il petto sono rossicci. La sommità del capo, i lati della testa e la parte posteriore del collo sono grigi. Le regioni superiori e le ali sono verde oliva, mentre la coda è nera. L'iride e le zampe sono rosse. Sul becco, di colore giallo, spicca una caratteristica macchia rosso-arancio alla base del ramo superiore.

## Distribuzione e habitat
Questa specie vive nelle regioni orientali del Brasile, dal Pará, a nord, fino al Paraná, a sud. Si incontra generalmente lungo la costa, ma talvolta è stata avvistata anche più all'interno, nella caatinga del Ceará e del Bahia.
Vive prevalentemente tra le formazioni a mangrovie costiere e nelle foreste a esse adiacenti, e i nomi comuni con il quale è noto nelle zone di origine, Saracura-do-mangue, «rallo delle mangrovie», e Saracura-da-praia, «rallo delle spiagge», indicano proprio per la sua preferenza degli ambienti litoranei.

## Biologia
È una creatura sfuggente e riservata, che si nutre di alcuni tipi di pesci e di crostacei, come i granchi delle mangrovie. Le sue abitudini sono poco conosciute, e fino a pochi anni fa non ne era ancora stato descritto il richiamo. Anche riguardo alla sua biologia riproduttiva non sappiamo pressoché nulla: il nido non è mai stato descritto, ma verso maggio-giugno gli studiosi hanno osservato piccoli gruppi familiari, costituiti da 1-2 adulti e 2-4 giovani, dalla colorazione simile a quella dei genitori.